# Яндомозеро (озеро)
Я́ндомозеро — озеро в Медвежьегорском районе Карелии.

## Общие сведения
Расположено на Заонежском полуострове в северной части Онежского озера.
Форма подковообразная, вытянута с северо-запада на юго-восток. Площадь поверхности — 30,1 км², площадь водосборного бассейна — 69,7 км², высота над уровнем моря — 42,0 м.
Котловина ледникового происхождения.
Из южной части озера вытекает река Яндома, связывающая Яндомозеро с Онежским озером. С юго-востока в Яндомозеро впадает протока без названия. вытекающая из Корбозера.
Общая площадь островов составляет 0,24 км².
Донные отложения — бурый ил (73 %).
В озере обитают плотва, окунь, щука, лещ, налим, ёрш.
На юге озера расположена деревня Яндомозеро, в 4 км западнее озера — село Великая Губа.